# 尼日阿错改
尼日阿错改是一个位于中国青海省杂多县的湖泊，面积约为60平方千米。